# Гура-Сухашулуй
Гура-Сухашулуй (рум. Gura Suhașului) — село у повіті Вилча в Румунії. Адміністративно підпорядковане місту Окнеле-Марі.
Село розташоване на відстані 159 км на північний захід від Бухареста, 6 км на захід від Римніку-Вилчі, 93 км на північний схід від Крайови, 120 км на південний захід від Брашова.

## Населення
За даними перепису населення 2002 року у селі проживали 1644 особи.
Національний склад населення села:
| Національність | Кількість осіб | Відсоток |
| -------------- | -------------- | -------- |
| румуни         | 1616           | 98,3%    |
| цигани         | 20             | 1,2%     |
| угорці         | 7              | 0,4%     |

Рідною мовою назвали:
| Мова      | Кількість осіб | Відсоток |
| --------- | -------------- | -------- |
| румунська | 1616           | 98,3%    |
| циганська | 20             | 1,2%     |
| угорська  | 7              | 0,4%     |